# 郭成 (元朝)
郭成，元朝亳州（今安徽省亳州市）人。
郭成七十一岁时，他的母亲去世。他天天吃粥，在母亲的墓旁结庐而居一年，朝夕哭灵。人们都哀其年老而能孝亲。有司将他的名气上报，朝廷于是旌表他。